# مارغاريتا كابسيا

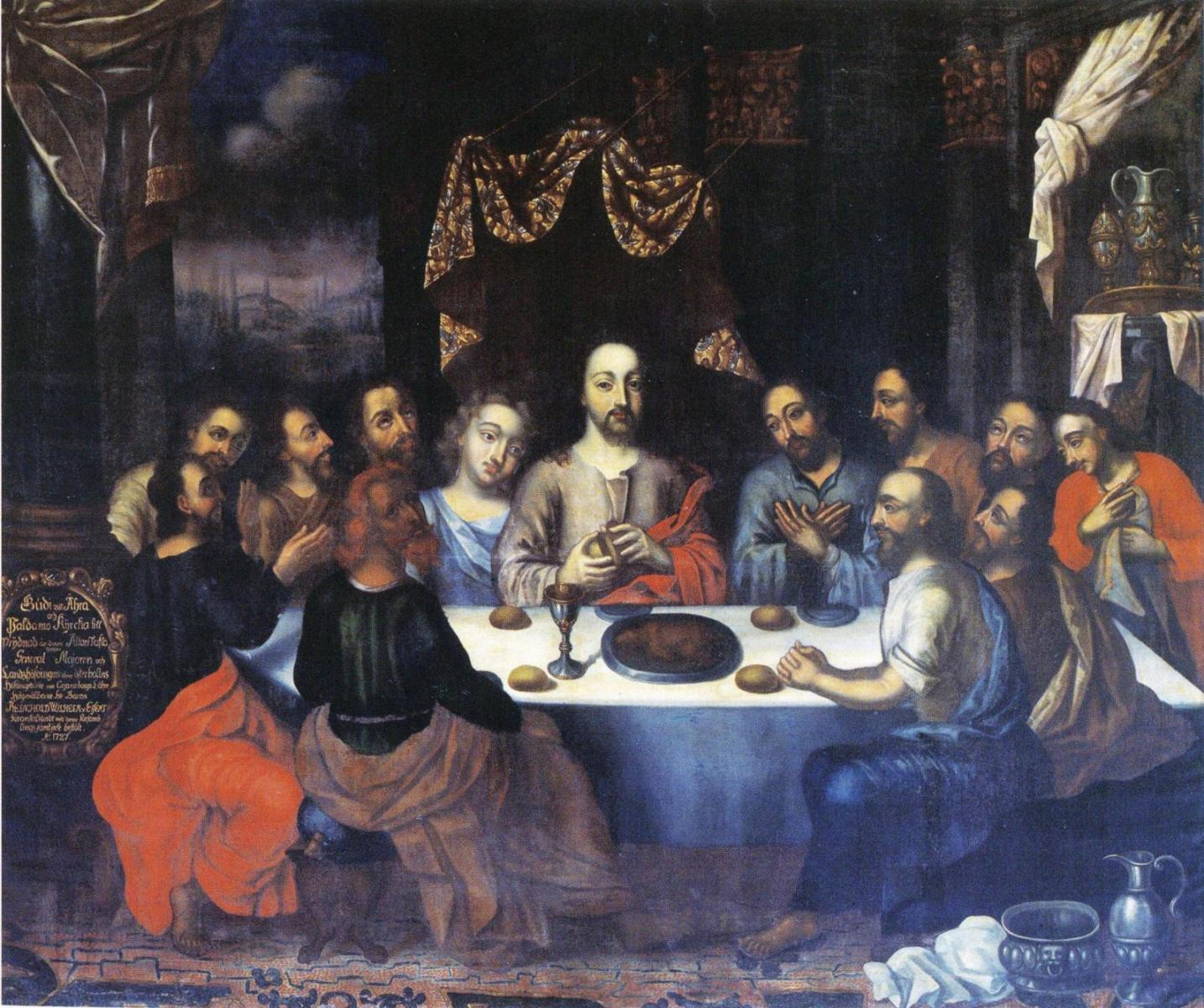

كانت مارغاريتا كابسيا (1682 - 20 يونيو 1759) فنانة سويدية / فنلندية، أول فنانة أصلية محترف في فنلندا، والتي كان خلال فترة حياتها جزءًا من السويد. انها رسمت أعمال فنية مرسومة أو منحوتة على الخشب أو الحجر أو الرخام التي توضع خلف المذبح والتي عادة ما تمثل مشاهد توراتية أو دينية، ولكن كانت أيضًا نشطة كرسامة صور.

## السيرة الذاتية والوظيفية
ولدت كابسيا في السويد، وهي طفلة جوتفريد كابسيا وآنا شولتز. تزوجت من الكاهن جاكوب غافلين في ستوكهولم في 1719. بعد الحرب الشمالية الكبرى في عام 1721، انتقلوا إلى فاسا (فايسا فاسا)، حيث أصبحت مارجريتا معروفة كرسامة مذبح في بوهيانما.
في عام 1730، انتقلوا إلى آبو (فاي. توركو)، حيث أصبحت فنانة مشهورة في جميع أنحاء فنلندا، وماتت فيها في النهاية. تم وصف لوحاتها البارزة كرسوم توضيحية فردية للكتاب المقدس، وكانت تعتبر واحدة من أفضل الرسامين في هذا النوع مع ميكيل توبليليوس. رسمت ألترامكسس من خط طويل من الكنائس، كما هو الحال في كنائس بالتامو في 1727 وساكيلا في 1739.